# Johann Andreas Stein

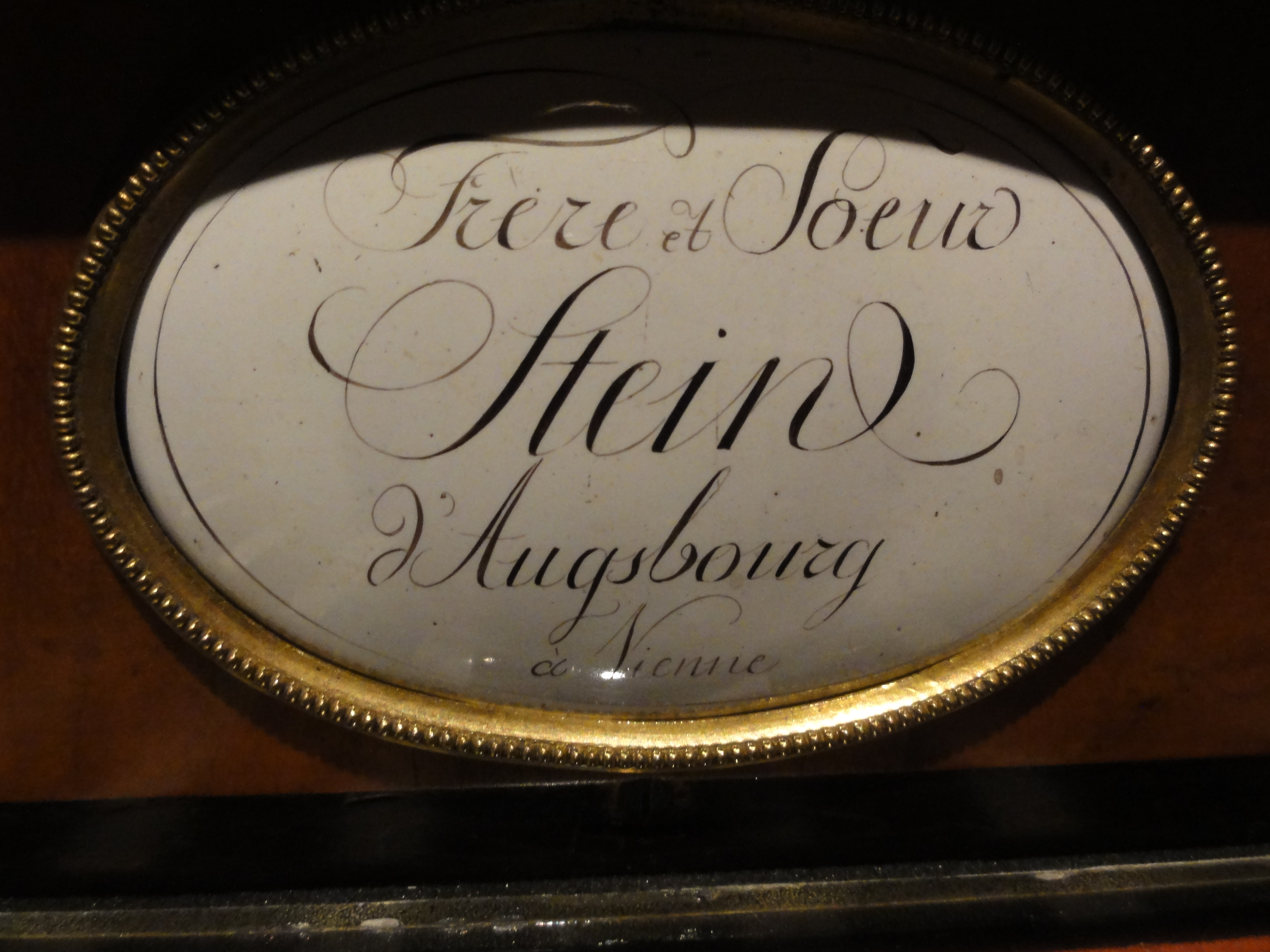
Plakette „Frère et Soeur Stein d’Augsbourg à Vienne“

Johann Andreas Stein (* 6. Mai 1728 in Heidelsheim; † 29. Februar 1792 in Augsburg) zählte zu den weithin gerühmten Instrumentenbauern seiner Zeit. Seine Klaviere wurden von Wolfgang Amadé Mozart gespielt und gelobt. Seine Errungenschaften beim Bau von Hammerflügeln führte die Klavierbauerfamilie Streicher in Wien fort, in Salzburg der Orgel- und Klavierbauer Johann Evangelist Schmidt.

## Leben

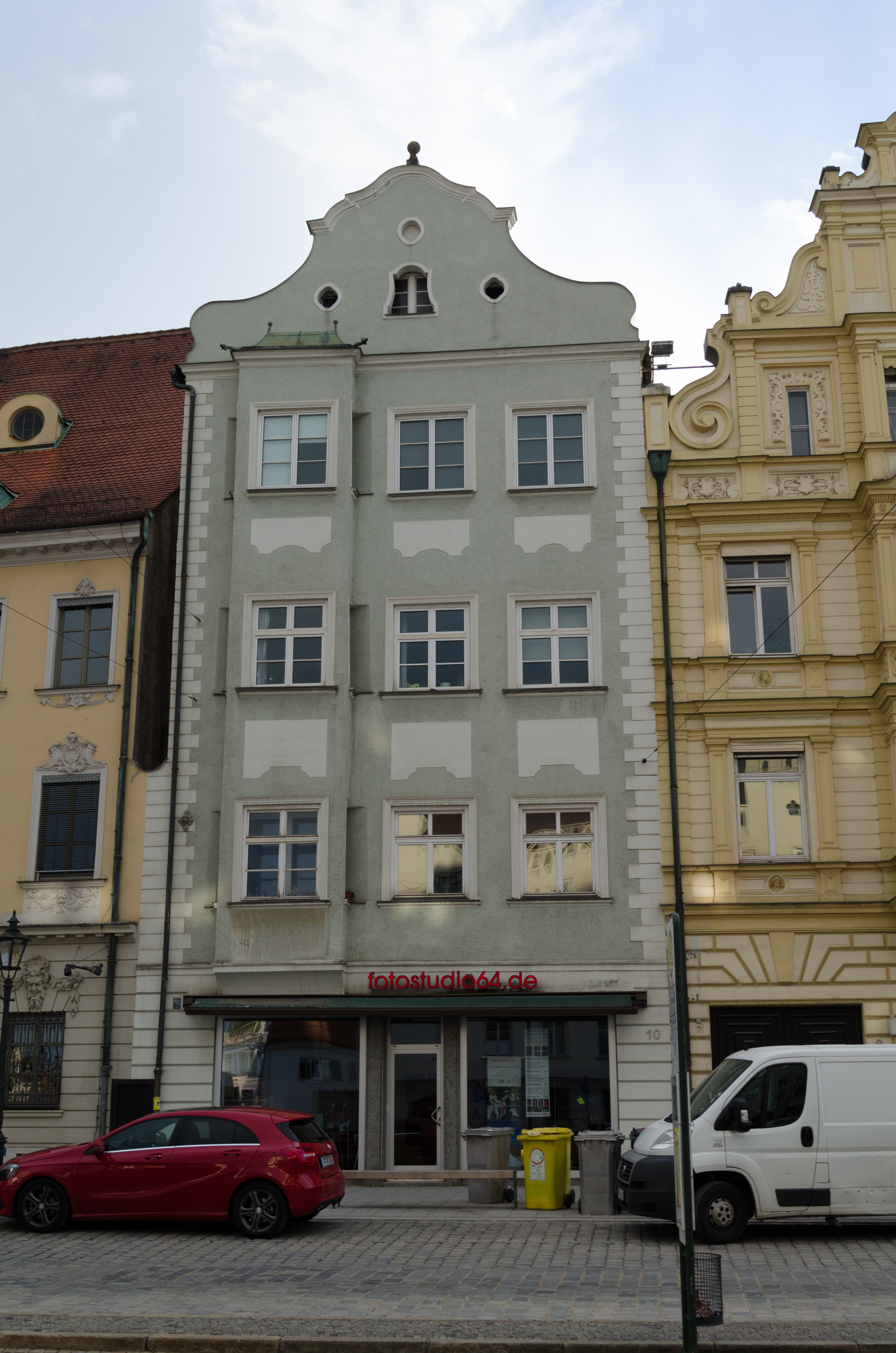
Wohnhaus des Orgelbauers Johann Andreas Stein von 1774–92

Johann Andreas Stein erhielt vom Vater die ersten Einweisungen in die Technik des Orgelbaus. Diese Grundkenntnisse baute er wie sein Cousin Georg Marcus Stein in der Lehre bei Johann Andreas Silbermann und Johann Heinrich Silbermann in Straßburg aus. Er arbeitete dann beim Regensburger Meister Franz Jakob Späth. Nach weiteren Lehr- und Wanderjahren in Ulm und Stuttgart kam er erstmals 1750 nach Augsburg und nahm dort im darauf folgenden Jahr seinen ständigen Wohnsitz. 1752 schloss sich der Kunsthandwerker der „Musikliebenden und -übenden Gesellschaft“ des Augsburger Bürgertums an. 1757 erhielt Stein das städtische Bürgerrecht. Die zu Pfingsten im selben Jahr eingeweihte neue Orgel in der Barfüßerkirche betreute ihr Schöpfer als Organist.

### Orgelbauer
In Augsburg gab es um 1750 keinen Orgelbaumeister mehr, doch war eine Reihe von Orgeln in den Gotteshäusern der Stadt reparaturbedürftig oder einzelne komplett zu erneuern, was einem Fachmann wie ihm genügend Auskommen verschaffte. So sorgte er 1756 durch Überholung der Traktur und 1767 durch eine neue Balganlage für wieder klangvolle Kirchenmusik in der St.-Anna-Kirche in der Fuggerstadt. 1769 reparierte er das Musikinstrument der evangelischen Ulrichskirche. 1780 war die Orgel von St. Peter am Perlach an der Reihe. Die einzige und insgesamt sehr gut erhaltene Orgel Steins steht in der Klosterkirche St. Thekla in Welden bei Augsburg. Bei der letzten Restaurierung musste ein großer Teil der Metallpfeifen ersetzt werden. Die gelegentlich anzutreffende Information, Stein habe im Dom zu Eichstätt eine Orgel gebaut, dürfte auf einem Irrtum beruhen: dieses Instrument war um 1800 mit einer kurzen Oktave ausgestattet worden, die Stein aber als veraltet ansah. Vermutlich führte er lediglich eine Reparatur aus.

### Klavierbauer

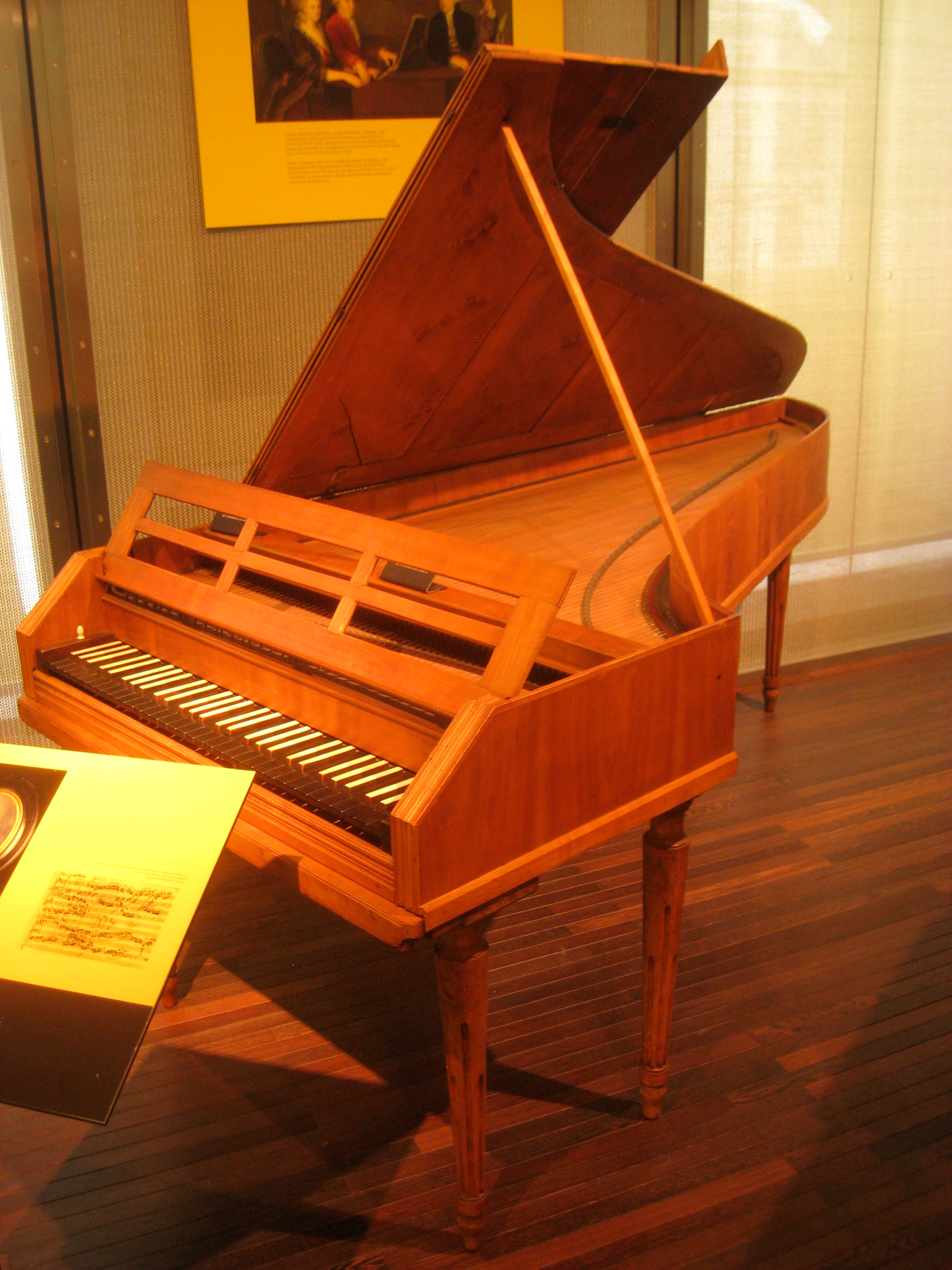
Klavier von Johann Andreas Stein aus dem Jahr 1786 im Musikinstrumentenmuseum (Brüssel)

Die Anstellung als Organist an der Barfüßerkirche sowie die Aufgabe, die Orgeln in den Augsburger Kirchen zu betreuen, gewährten Stein ein solides Grundeinkommen. Daher konnte er sich zunehmend dem Bau von Hammerklavieren zuwenden. Dabei gelang ihm 1773 die Verbesserung der „Deutschen Pianofortemechanik“, welche das Hammerklavier entscheidend voranbrachte und dem Absatz des Musikinstrumentes kräftig Schub verschaffte.
Das Hammerklavier war vom Florentiner Bartolomeo Cristofori um 1700 mit einer Stößel-Mechanik erfunden worden, die sich in den folgenden Jahrzehnten zunächst so nicht etablieren konnte. Johann Andreas Stein gelang es, die Prellmechanik, bei welcher die Hämmerchen direkt an den Tastenhebeln montiert sind, mit einer so genannten Auslösung auszustatten. Dieses Pianoforte wurde damit zuverlässiger, klangvoller und modulationsfähiger. Das neue Klanggefühl begeisterte Leopold Mozart, Wolfgang Amadé Mozart und auch Ludwig van Beethoven. Mit der Übernahme von Steins Entwicklung durch Wiener Klavierbauer entstand die Bezeichnung „Wiener Mechanik“. Neben den Verbesserungen am Pianoforte befasste sich Stein mit Erfindungen anderer Musikinstrumente. Mehrfach baute er so genannte Vis-a-vis-Flügel, bei denen ein Cembalo und ein Hammerflügel sich in einem Instrumentenkorpus gegenüberstehen. Zwei dieser Instrumente sind erhalten geblieben.

Familie Mozart (Gemälde um 1780)

Die Familie Mozart war mit Johann Andreas Stein gut bekannt. Im Jahr 1763 erwarb Leopold Mozart während des Aufenthalts in Augsburg ein Reiseklavier für seinen Sohn, das Wolfgang Amadé dann jahrelang spielte. 14 Jahre später gab der längst arrivierte Komponist in Augsburg ein Konzert im Fuggerhaus, für das gleich drei Hammerklaviere bereitgestellt worden waren. Der Domorganist Johann Michael Demmler spielte auf dem ersten, Wolfgang Amadé Mozart auf dem zweiten und Johann Andreas Stein auf dem dritten Flügel. Obwohl sich Wolfgang Amadé in einem Brief an seinen Vater begeistert über die Instrumente Steins äußerte, erwarb er selbst nie einen Flügel bei Stein. In Wien spielte er überwiegend Klaviere von Anton Walter, die bereits über Fänger für die von den Saiten zurückprellenden Hämmer verfügten, womit ein schnelleres Repetieren möglich wurde.
Stein baute im Laufe seines Lebens in seiner Augsburger Werkstatt etwa 700 Klaviere, die in ganz Europa nachgefragt waren. Im Augsburger Mozarthaus wird eines der Hammerklaviere Steins, hergestellt im Jahr 1785, aufbewahrt. Seine Instrumente signierte er der Mode der Zeit entsprechend mit der französischen Variante seiner Vornamen „Jean André Stein“.
Stein-Hammerflügel zählten zu ihrer Zeit um das Ende des 18. Jahrhunderts zu den Spitzenprodukten des Tasteninstrumentenbaus. Zuvor galt dies für Cembali der Antwerpener Familie Ruckers, später für englische Hammerflügel von Broadwood, dann für die französischen Hersteller Pleyel und Erard, und seit Ende des 19. Jahrhunderts für Steinway & Sons. Daher gehören Stein-Flügel zu den Ikonen der historischen Musik-Aufführungspraxis und auch der Sammler. Fortepiani von Stein wurden von Philip Belt und Paul McNulty nachgebaut.

### Nachkommen
- Nannette Streicher, geborene Anna-Maria Stein (* 2. Januar 1769 in Augsburg; † 16. März 1833 in Wien). Sie ging mit dem Pianisten und Klavierbauer Johann Andreas Streicher 1794 die Ehe ein und führte das väterliche Erbe zusammen mit ihrem Bruder, dann nach geschäftlicher Trennung der Geschwister allein bzw. mit ihrem Mann Andreas Streicher in Wien fort.
- Matthäus Andreas Stein (* 12. Dezember 1776 in Augsburg; † 6. Mai 1842 in Wien)
- Friedrich Stein (* 26. Mai 1784 in Augsburg; † 5. März 1809 in Wien)

## Werkliste (Orgeln; Auswahl)
| Jahr      | Ort                 | Gebäude             | Bild | Manuale | Register | Bemerkungen                                                                               |
| --------- | ------------------- | ------------------- | ---- | ------- | -------- | ----------------------------------------------------------------------------------------- |
| 1756–1757 | Augsburg            | Barfüßerkirche      |      | II/P    | 37       | Bei Luftangriffen 1944 zerstört                                                           |
| 1757      | Obergriesbach       |                     |      |         |          |                                                                                           |
| 1763      | Welden bei Augsburg | Theklakloster       |      | I/P     | 8        | original erhalten → Orgel                                                                 |
| 1766      | Augsburg            | Heilig-Kreuz-Kirche |      |         |          | Nach diversen Erweiterungen und Neubau von Koulen Gehäuse bei Luftangriffen 1944 zerstört |

## Klavierbauerdynastie
Johann Andreas Steins Kinder Matthäus Andreas und Anna-Maria Stein, genannt Nannette, übernahmen nach seinem Tod im Jahr 1792 die väterliche Werkstatt. Zwei Jahre später zogen sie jedoch nach Wien um und eröffneten dort gemeinsam eine Klavierfabrik unter dem Namen „Frère et Soeur Stein“ (deutsch: „Bruder und Schwester Stein“). 1802 trennten sie das gemeinsame Geschäft. Matthäus Andreas führte seine Firma unter dem Namen „André Stein“ weiter. Er war mit Ludwig van Beethoven bekannt, dessen Instrumente er auch wartete.
Carl Andreas Stein (* 4. September 1797; † 28. August 1863 in Wien)
Auch Matthäus Andreas’ Sohn Carl erlernte das Klaviermacher-Handwerk. Er erhielt 1829 seine Klaviermacherbefugnis und übernahm 1841 das Geschäft des berühmten Klavierbauers Conrad Graf im Mondscheinhaus. 1844 erhielt er den Titel eines „k. u. k. Hof-Pianoforte-Verfertigers“.
Unter dem Namen Streicher wurden bis zur Schließung im  Jahr 1896 über mehrere Generationen hinweg Klaviere produziert.

## Aufnahmen
- Ronald Brautigam. Ludwig van Beethoven: Complete works for solo piano, Vol. 9. Hammerklavier nach Stein (Paul McNulty)
- Alexei Ljubimow. Ludwig van Beethoven: Complete piano sonatas. Hammerklaviere nach Stein, Walter, Graf, Buchholtz (Paul McNulty)

## Quelle
- Katalog der Sammlung alter Musikinstrumente, I. Teil: Saitenklaviere. Kunsthistorisches Museum, Wien 1966.